# Otto Braunsberger
Otto Braunsberger, né le 21 février 1850 à Füssen, en royaume de Bavière et décédé le 27 mars 1926 à Ruremonde (Pays-Bas) est un prêtre jésuite et historien allemand. Une grande partie de ses recherches historiques tournent autour de la personnalité et de l’époque de saint Pierre Canisius.

## Biographie
Né le 21 février 1850 Otto Braunsberger fait ses études secondaires chez les bénédictins de Metten où il réussit brillamment. En 1867 il se trouve à Rome pour des études de philosophie à l’université grégorienne. Malade il est contraint de rentrer à Munich, en Bavière, où il fait la théologie et reçoit l’ordination sacerdotale le 1er août 1874. Il y poursuit un doctorat une théologie qu’il obtient en 1877. 
Après une brève expérience pastorale en paroisse il entre, le 3 mai 1878, au noviciat des jésuites allemands, alors en exil à Exaten aux Pays-Bas. Après la formation spirituelle des deux premières années il fait des études complémentaires aux Pays-Bas et en Angleterre. 
Sous l’influence autant religieuse que scientifique de Johannes Janssen (de) Braunsberger se met en 1883, sous sa direction, à l’étude de l’histoire.  Janssen l’oriente vers la personnalité de Pierre Canisius: l'apôtre jésuite de l’Allemagne durant la période de la Réforme protestante qui a été récemment béatifié (1869). Braunsberger sera dès lors chercheur et écrivain, d’abord à Exaten (1891) puis à la résidence des jésuites allemands de Luxembourg (1899) et enfin de nouveau à Exaten (1911), jusqu’à sa mort le 27 mars 1926. 
Visitant plus de 300 bibliothèques d’Europe il rassemble toute la correspondance et les écrits de saint Pierre Canisius qu’il publie dans une édition critique monumentale : les 8 volumes (7550 pages) sortent de presse à intervalles réguliers de 1896 à 1923. Ce sont les ‘Beati Petri Canisii Societatis Iesu Epistulae et Acta’ qui restent à ce jour la référence critique pour tout ce qui concerne le saint jésuite. Le travail de Braunsberger est un modèle d’édition textuelle critique et reste une base solide pour toute recherche sur Canisius et son époque. Biographe (Brodrick) et historiens (von Pastor, Schurhammer) s'en servirent abondamment, et cette œuvre monumentale contribua à obtenir que Pierre Canisius soit déclaré Docteur de l’Église.
Braunsberger meurt le 27 mars 1926, à Ruremonde. Il avait eu la joie de connaitre la canonisation de Pierre Canisius, l’année précédente, en 1925.

## Œuvres et écrits
- Der Apostel Barnabas, 1876.
- Entstehung und erste Entwicklung der Katechismen des seligen Petrus Canisius, 1893.
- Beati Petri Canisii Societatis Iesu epistulae et acta (8 vol.), 1896 à 1923.
- Canisius-Wallfahrt, 1896.
- Rückblick auf das katholische Ordenswesen im 19. Jahrhundert,1901.
- Pius V. und die deutschen Katholiken, 1912.
- Petrus Canisius. Ein Lebensbild, 1917.
- Ein großer Schulmann und echter Studentenvater (P. Canisius), 1921.
- Petrus Canisius und die getrennten Brüder, 1922.